# Grup Yorum
Grup Yorum (укр. коментар або укр. тлумачення; Йорум) — турецький фолк-рок гурт зі Стамбула, відомий своїми політичними, революційними і сатиричними піснями.

## Історія
Grup Yorum був заснований в 1985 році.
3 квітня 2020 року померла учасниця групи Хелін Бьолек (Helin Bölek) після 288 днів голодування, оголошеного після заборони на концерти, судового переслідування членів гурту і поліцейських рейдів на культурний центр, в якому розміщується гурт.

### Інші форми діяльності
Оточення і музиканти Grup Yorum видають соціально-культурний журнал «Tavır».

### Політичні зв'язки
У політичному плані Grup Yorum співчуває DHKP-C, хоча музиканти не є членами організації.

## Творчість
На Grup Yorum вплинули латиноамериканська Nueva canción, грецький композитор Мікіс Теодоракіс і турецькі співаки, наприклад Ruhi Su і Mahzuni Şerif.

### Музика
Grup Yorum використовує народні (саз, кавал, балабан), класичні (скрипка, віолончель) та електронні (гітара) інструменти.

### Тексти
Тексти гурту відрізняються політичною і соціальною спрямованістю. Музиканти Grup Yorum дотримуються лівих, комуністичних поглядів.

## Концерти
Grup Yorum виступала з концертами в Німеччині, Австрії, Австралії, Франції, Італії, Бельгії, Великій Британії, Греції, Сирії, Росії.
У Туреччині концерти Grup Yorum мають величезну аудиторію.

## Дискографія
- 1987 — Siyrilip Gelen
- 1988 — Haziranda Ölmek Zor / Berivan
- 1989 — Türkülerle
- 1989 — Cemo / Gün Gelir
- 1990 — Gel ki Şafaklar Tutuşsun
- 1991 — Yürek Çağrısı
- 1992 — Cesaret
- 1993 — Hiç Durmadan
- 1995 — Ileri
- 1996 — Geliyoruz
- 1997 — Marşlarımız
- 1998 — Boran Fırtınası
- 1999 — Kucaklaşma
- 2000 — Onbeşinci Yıl Seçmeler
- 2001 — Eylül
- 2001 — Feda
- 2003 — Biz Varz
- 2003 — Yürüyüş
- 2006 — Yıldızlar Kuşandık
- 2008 — Başeğmeden
- 2013 — Halkın Elleri
- 2015 — Ruhi Su
- 2017 — Ille Kavga

## Відеоматеріали
- Grup Yorum — Istanbul Inonu Stadyum Konseri [Архівовано 16 липня 2020 у Wayback Machine.]
- Grup Yorum — Bakirköy konseri [Архівовано 11 серпня 2020 у Wayback Machine.]